# Rhododendron notiale
Rhododendron notiale är en ljungväxtart som beskrevs av L.A. Craven. Rhododendron notiale ingår i släktet rododendron, och familjen ljungväxter. Inga underarter finns listade i Catalogue of Life.